# Tony Glover

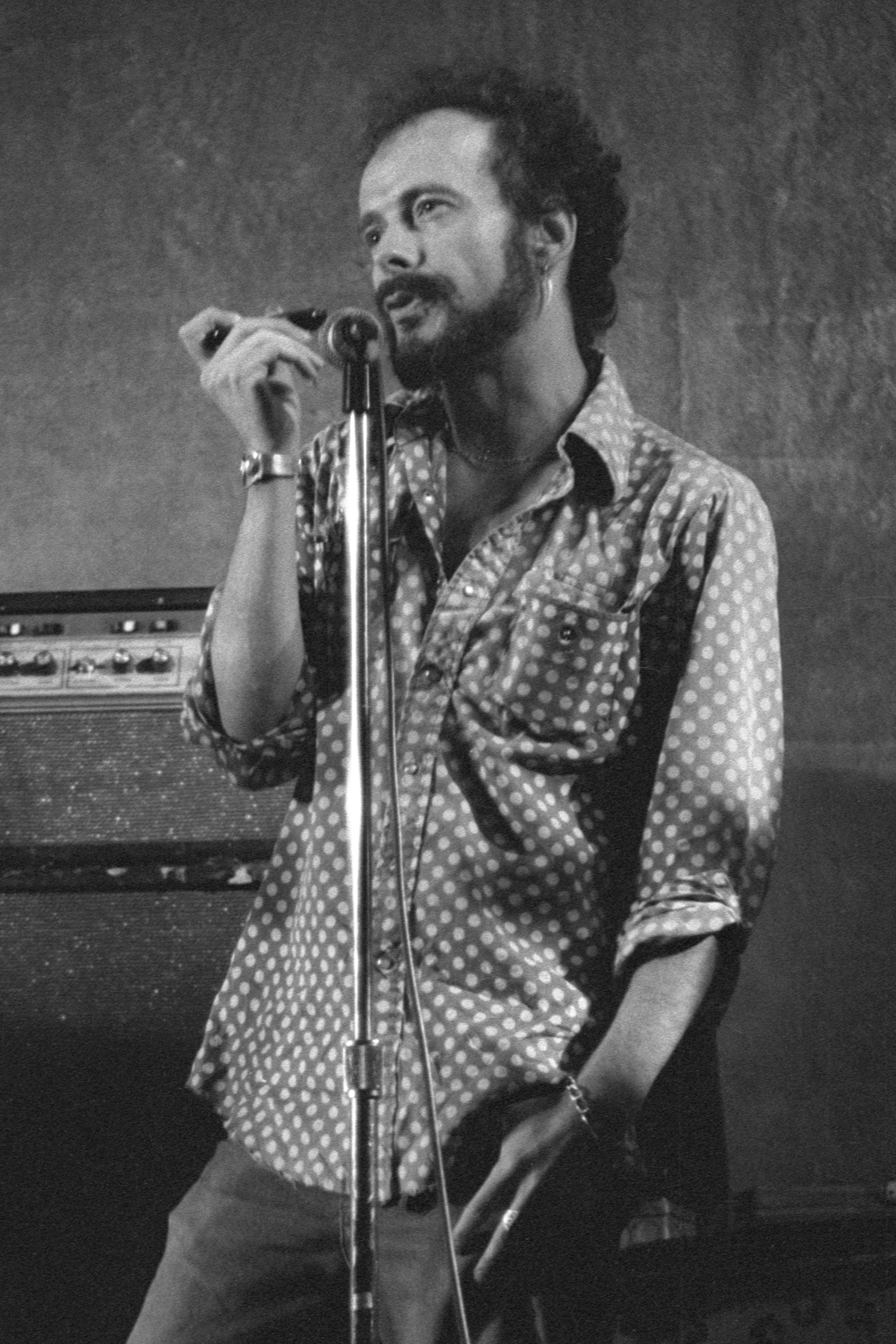

Tony „Little Sun“ Glover (* 7. Oktober 1939 als Dave Glover in Minneapolis, Minnesota; † 29. Mai 2019) war ein US-amerikanischer Mundharmonika-Spieler und Sänger, der vor allem durch seine Zusammenarbeit mit „Spider“ John Koerner und Dave „Snaker“ Ray und als Autor mehrerer „Blues-Harp“-Spielanleitungen bekannt wurde.

## Leben und Wirken
In den 1960er Jahren sind die drei Musiker zunächst gemeinsam unter dem Namen Koerner, Ray & Glover aufgetreten und haben Schallplatten veröffentlicht, sind dann seit Anfang der 1970er Jahre z. T. eigene musikalische Wege gegangen.
Sein Werk "Blues With a Feeling: The Little Walter Story" wurde 2007 in die Blues Hall of Fame aufgenommen.

## Diskographie
mit Koerner, Ray & Glover
- Blues, Rags and Hollers (1963)
- Lots More Blues, Rags and Hollers (1964)
- The Return of Koerner, Ray & Glover (1965)
- Good Old Koerner, Ray & Glover (1972)
- One Foot in the Groove (1996)

mit Dave Ray
- Legends in Their Spare Time (1987)
- Ashes in My Whiskey (1990)
- Picture Has Faded (1993)

mit Tony Glover
- Live @ The 400 Bar (2009)

als V3 (mit Galen Michaelson und Jon Rodine)
- V3 (2004)